# 東京都立久我山青光学園
東京都立久我山青光学園（とうきょうとりつ くがやませいこうがくえん）は、東京都世田谷区に所在する、視覚障害および知的障害のある幼児・児童・生徒を対象とした特別支援学校である。
平成22年（2010年）に東京都立久我山盲学校と東京都立青鳥特別支援学校久我山分校が統合して開校した。

## 概要
本校は、視覚障害教育部門（幼稚部・小学部・中学部）および知的障害教育部門（小学部・中学部）で構成されている。いずれの部門も、普通学級と重度・重複障害に対応した学級が設置されている。
また、知的障害教育部門では、世田谷区在住の3歳から就学前の幼児を対象にした幼児教室を開催している。
通学支援としてスクールバスが運行されているほか、視覚障害教育部門には寄宿舎が併設されており、通学が困難な児童・生徒が入舎することができる。
世田谷区立烏山北保育園、世田谷区立池之上小学校、世田谷区立烏山北小学校、世田谷区立烏山中学校、東京都立三鷹中等教育学校などと学校間交流を行っている。また、寄宿舎においては、聖心女子学院初等科や國學院久我山中学校との交流活動も実施されている。
卒業後の主な進学先としては、視覚障害教育部門の生徒は東京都立文京盲学校へ、知的障害教育部門の生徒は東京都立青鳥特別支援学校への進学が多い。

## 沿革
- 平成21年（2009年）10月2日 - 校名決定
- 平成22年（2010年）2月10日 - 校旗・校歌制定
- 平成22年（2010年）4月1日 - 開校
- 平成22年（2010年）4月7日 - 第1回入学式
- 平成22年（2010年）5月24日 - 開校式
- 令和2年（2020年）1月23日 - 開校10周年記念式典

## 通学区域
視覚障害教育部門
- 都内全域

知的障害教育部門
- 世田谷区（下記以外の地域）
  - 東京都立矢口特別支援学校の通学区域：深沢1～5、等々力、中町1～4、上野毛1～3、野毛、尾山台、奥沢、玉川田園調布、玉堤、東玉川[7]

## 幼児・児童・生徒数
| 教育部門         | 在籍者数 |
| ---------------- | -------- |
| 視覚障害教育部門 | 74名     |
| 知的障害教育部門 | 316名    |
| 合計             | 390名    |

## 主な卒業生
- 木村由（2020年東京パラリンピック・パラローイング日本代表）[9]

## 所在地
- 〒157-0061 東京都世田谷区北烏山4-37-1

## アクセス
- 京王井の頭線・久我山駅から徒歩10分
- 京王線・千歳烏山駅から関東バス「久我山病院」行きで「國學院前」下車、徒歩5分
- 京王線・千歳烏山駅から徒歩25分